# Pechyptila rhodocharis
Pechyptila rhodocharis är en fjärilsart som beskrevs av Edward Meyrick 1921. Pechyptila rhodocharis ingår i släktet Pechyptila och familjen fransmalar. Inga underarter finns listade i Catalogue of Life.